# Pugni chiusi
Pugni chiusi è un brano musicale composto da Luciano Beretta, Gianni Dall'Aglio e Ricky Gianco e interpretato dai Ribelli, la cui voce era Demetrio Stratos. Fu pubblicato dalla Ricordi nel marzo 1967 nel 45 giri Pugni chiusi/La follia e nell'album del 1968 I Ribelli.

## Storia
Alla fine del 1966, i Ribelli incontrano nel locale milanese Santa Tecla Demetrio Stratos che entra subito nel gruppo come cantante solista e organista; quasi contemporaneamente si aggiunge al gruppo anche il bassista Angel Salvador, nasce così la formazione più rappresentativa della storica band. Il gruppo esce dal Clan Celentano ed inizia a collaborare con la Ricordi, nella primavera del 1967 incide Pugni chiusi, brano che presentano all'edizione del Cantagiro di quell'anno. La canzone ottiene immediatamente il successo del pubblico italiano, entrando nelle 24 canzoni più gettonate nei juke box e raggiungendo il quindicesimo posto nella classifica dei dischi più venduti.
Il brano sarà incluso nella compilation pubblicata nella raccolta Festivalbar Vent'anni di Juke Box Vol.1, uscita nel 1983 in occasione del ventesimo anniversario della manifestazione (1964-1983).

## Il brano
È la prima canzone pubblicata dai Ribelli con il grande talento italo-greco Stratos alla voce. Viene prodotta da Ricky Gianco, che ne è anche l'autore con Luciano Beretta e il batterista del gruppo Gianni Dall'Aglio; quest'ultimo inizialmente non viene accreditato tra gli autori perché non era ancora iscritto alla SIAE. Gianni fa ascoltare il brano al gruppo in una saletta delle Edizioni Ricordi e con Demetrio accenna ad una prova ancora senza testo, Luciano Beretta si trova nei pressi della saletta e dopo avere ascoltato la canzone entusiasticamente promette di tornare il giorno dopo coI il testo finito che  sarà di grande impatto emotivo, parla di un uomo che sta vivendo un periodo particolarmente amaro della sua vita e con un urlo d'amore cerca il riscatto richiamando a sé la persona amata. Si differenzia dalle molte banali canzoni d'amore che dominavano il mercato discografico in quel periodo. I Ribelli incidono il brano nella primavera del 1967 in via dei 500 a Milano negli studi di registrazione della Ricordi, in un primo momento per la direzione artistica la facciata A del 45 giri doveva essere il brano La follia in seguito facciata B del disco. Pugni Chiusi  è caratterizzata dall'incredibile interpretazione di Stratos, la cui potente e originale estensione vocale aggiunge ulteriore suggestione all'emotività del testo. Il brano è tutt'oggi un ever green malgrado una partenza non entusiasmante. Nei decenni successivi è stata scelta da molti altri Artisti per farne una loro versione allungandone la popolarità tra le nuove generazioni.

## Altre versioni
- 1989, Timoria versione 45 giri su vinile[6]
- 1991, Iva Zanicchi nell'album Come mi vorrei
- 2000, Piero Pelù nel singolo Io ci sarò / Pugni chiusi
- 2007, Eugenio Finardi
- 2008, I Ribelli nuova formazione, voce Maurizio Bellini, nell'album I Ribelli cantano Adriano[7]
- 2008, I Pooh nella raccolta Beat ReGeneration
- 2008, I Matia Bazar nella raccolta One1 Two2 Three3 Four4 - Volume due
- 2014, Francesco Renga nella raccolta The Platinum Collection
- 2014, Gianna Nannini, nella raccolta Hitalia

## Formazione
- Giorgio Benacchio - chitarra, voce
- Gianni Dall'Aglio - batteria, voce
- Natale Massara - voce, sassofono
- Angel Salvador - basso
- Demetrio Stratos - voce, tastiere